# ويليام أ. دريك
ويليام أ. دريك (بالإنجليزية: William A. Drake)‏ هو مترجم وكاتب سيناريو وكاتب مسرحي أمريكي، ولد في 9 ديسمبر 1899، وتوفي في 28 أكتوبر 1965.

## وصلات خارجية
- ويليام أ. دريك على موقع IMDb (الإنجليزية)
- ويليام أ. دريك على موقع أول موفي (الإنجليزية)
- ويليام أ. دريك على موقع قاعدة بيانات برودواي على الإنترنت (الإنجليزية)
- ويليام أ. دريك على موقع قاعدة بيانات برودواي على الإنترنت (الإنجليزية)
- ويليام أ. دريك على موقع قاعدة بيانات الأفلام السويدية (السويدية)
- ويليام أ. دريك على موقع قاعدة بيانات الفيلم (الإنجليزية)
- ويليام أ. دريك على موقع كينوبويسك (الروسية)